# 共和國衛隊 (頓涅茨克人民共和國)
頓涅茨克人民共和国卫队（俄语：Республиканская гвардия ДНР）于2015年1月12日由亞歷山大·弗拉基米羅維奇·扎哈爾琴科创立，是顿涅茨克人民共和国武装力量中的一支快速反应、侦察和特种部队，它的任务是保卫頓涅茨克人民共和國的领土。